# Fußball-Oberliga 1988/89
Die Saison 1988/89 der Oberliga war die 15. Saison der Oberliga als dritthöchste Spielklasse im Fußball in Deutschland nach der Einführung der zweigleisigen – später eingleisigen – 2. Fußball-Bundesliga zur Saison 1974/75.

## Oberligen
- Oberliga Baden-Württemberg 1988/89
- Bayernliga 1988/89
- Oberliga Berlin 1988/89
- Oberliga Hessen 1988/89
- Oberliga Nord 1988/89
- Oberliga Nordrhein 1988/89
- Oberliga Südwest 1988/89
- Oberliga Westfalen 1988/89

## Aufstieg zur 2. Bundesliga
In den zwei Aufstiegsrunden gelangen dem MSV Duisburg und dem KSV Hessen Kassel jeweils als Gruppensieger sowie Preußen Münster und der SpVgg Unterhaching jeweils als Gruppenzweiter der Aufstieg in die 2. Bundesliga.